# 粗茎崖角藤
粗茎崖角藤（学名：Rhaphidophora crassicaulis）是天南星科崖角藤属的植物。分布在越南北部以及中国大陆的广西、云南、海南等地，生长于海拔100米至1,300米的地区，多生在热带密林中的树上及石上，目前尚未由人工引种栽培。